# Кротевич Богдан Олександрович
Богда́н Олекса́ндрович Кроте́вич (позивний «Тавр»; нар. 26 березня 1993, м. Ізмаїл, Одеська область) — український військовослужбовець, колишній начальник штабу 12-ї бригади Національної гвардії України «Азов», учасник російсько-української війни.

## Життєпис

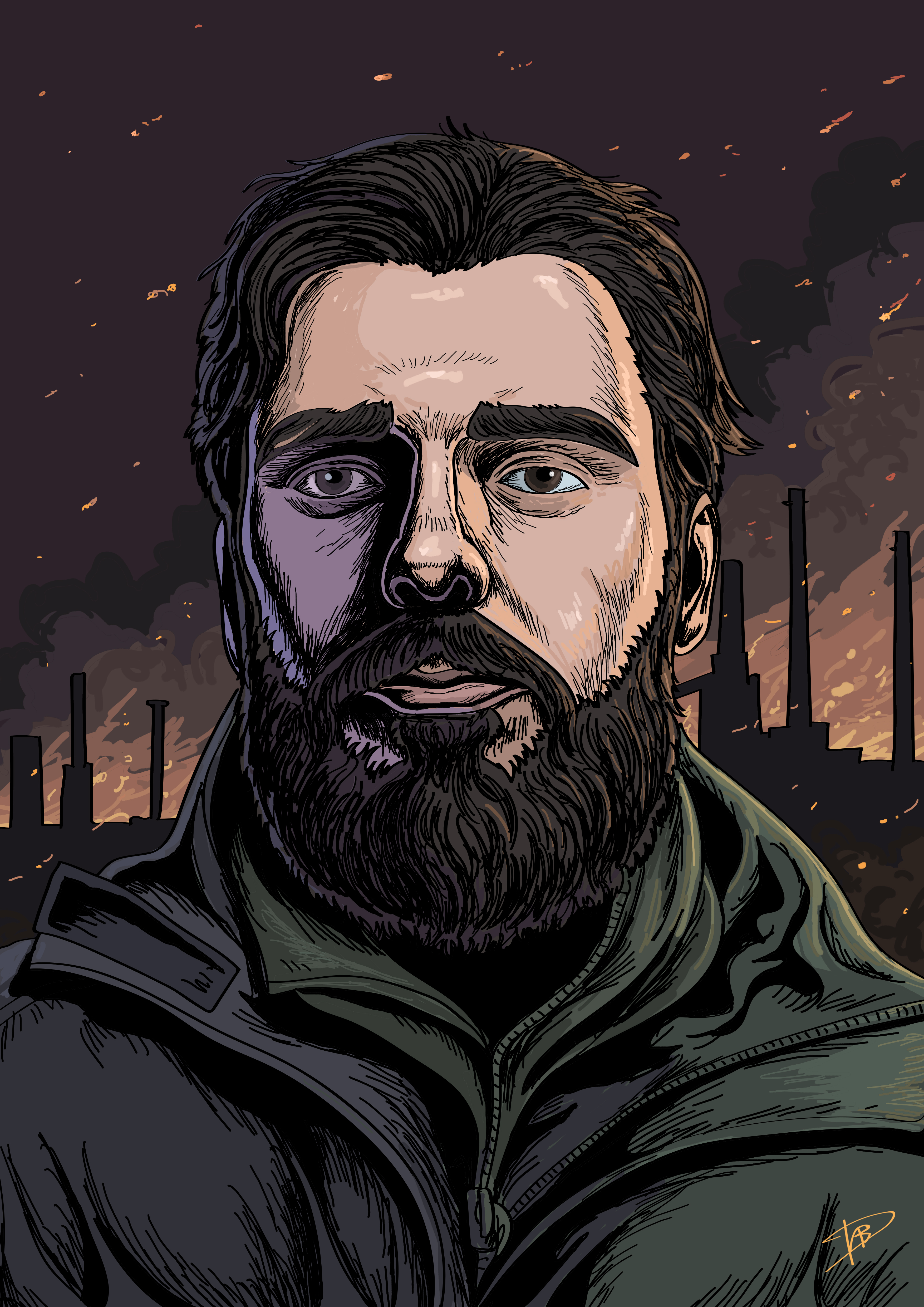
Робота Андрія Данковича

Богдан Кротевич народився 26 березня 1993 року в місті Ізмаїл, Одеська область. Одразу після народження з родиною переїхав до міста Сімферополь, Автономна Республіка Крим. З дитинства займався Таеквон-до, боксом та змішаними єдиноборствами.
Після школи вступив до Київської академії водного транспорту, де закінчив факультет судноводіння. Навчаючись на 4 курсі університету, став активним учасником Революції Гідності в складі Правого сектору. Отримавши бюджетне місце в цьому ж навчальному закладі (продовжив навчання заочно), закінчив факультет судноводіння.
У 2014 році вступив до лав, на той час Батальйону міліції «Азов» на посаду солдат-стрілець.
З 2014 року брав участь у зоні АТО/ООС у складі полку «Азов», де від солдата став командиром піхотного відділення, командиром взводу, згодом став заступником начальника штабу — начальником оперативного відділу, відповідав за планування військових операцій.
З 2021 обіймав посаду начальника штабу — першого заступника командира полку «Азов».
Брав участь у боях за Широкине, за що отримав знак МВС — медаль «Захиснику Маріуполя», та в обороні Світлодарської дуги, Мар'їнки, Красногорівки, за що отримав нагрудні знаки «Козацький хрест» III та II ступенів та медаль «За Військову Службу».[джерело?]
Керував підрозділами контрдиверсійної боротьби в «Азові» та угрупуванням снайперської контрснайперської боротьби в зоні АТО/ООС (Широкине, Водяне, Золоте, Докучаєвськ, Авдіївка, Новолуганське), за що був нагороджений нагрудним знаком «Козацький хрест» І ступеня.

### Російське вторгнення в Україну (2022)
Фактично керував штабом оборони Маріуполя будучи на посаді першого заступника-начальника штабу полку «Азов».
Як начальник штабу полку «Азов» 28 березня 2022 року у відеозвернені закликав утворити в Маріуполі гуманітарний коридор, щоб врятувати цивільне населення.
1 квітня 2022 дав інтерв'ю каналу «Белсат» з оточеної «Азовсталі», де розповів про гуманітарну катастрофу в місті Маріуполі.
Бувши начальником штабу полку «Азов» та керуючи штабом в оточеному Маріуполі, вів бої за місто, згодом на території «Азовсталі». Оборона міста в повному оточенні тривала 86 днів.
За наказом Верховного головнокомандувача України, бійці бригади припинили оборону Маріуполя та «Азовсталі», після чого всі оборонці міста потрапили в полон. У полоні провів 4 місяці за гратами в одиночній камері в повній ізоляції в м. Москва у в'язниці «Лефортово». Був обміняний під час обміну 21 вересня 2022 року.
З початку повернення до України, через перебування командира полку «Азов» Дениса Прокопенка в полоні в Туреччині, тимчасово виконував обов'язки командира полку «Азов». У січні 2023 року полк Азов за наказом Верховного головнокомандувача президента Володимира Зеленського був переформатований в 12 бригаду спеціального призначення «Азов».
Богдан Кротевич виконував обов'язки командира бригади, та займався комплектацією та підготовкою бригади.
Був одним з засновників благодійного фонду AZOV.one з метою укомплектування та забезпечення 12 брспп «Азов».
У 2023 році під час чергового благодійного збору на придбання бронетранспортерів бригаді Азов розіграв власний автомобіль та зібрав 6,5 млн грн для бригади «Азов».
Брав участь в оборонних діях на напрямку Велика Новосілка, також на напрямку Мала Токмачка під час контрнаступу українських сил.
З літа 2023 року після повернення Командира бригади «Азов» Дениса Прокопенка, повернувся на посаду першого заступника командира — начальника штабу 12-ї бригади «Азов».
З серпня 2023 року брав участь у відбитті наступу та контрнаступальних діях у Серебрянському лісництві.
У квітні 2024 року отримав звання підполковника Національної Гвардії України.
У липні 2024 року відправився до Великобританії, де виступив у міжнародному інституті стратегічних досліджень на тему Російсько-української війни та технологічного розвитку армії. Також зустрівся з лордом Робертсоном, який своєю чергою був одним з головних лобістів підтримки України в палаті лордів Великобританії.
Того ж місяця відвідав Вашингтон, де зустрівся з представниками сенату США з приводу обговорення підтримки України та 12 брспп «Азов».
З серпня 2024 року бере участь у бойових діях на Нью-Йоркському напрямку.
24 червня Богдан Кротевич подав заяву в ДБР на командувача ОСУВ «Хортиця» генерала Юрія Содоля з приводу неадекватного керування підрозділами та втратою управління обороною Маріуполя, що призвело до великих втрат особового складу.
Кротевич часто висловлюється публічно з критикою бездіяльності державних посадових осіб.
26 лютого 2025 підполковник Богдан «Тавр» Кротевич завершує службу в Силах оборони і залишає посаду начальника штабу 12-ї бригади спеціального призначення «Азов».

## Нагороди
- Переможець премії УП 100 у категорії «Захисники» (2024 рік)[16]
- орден Богдана Хмельницького II ступеня (26 травня 2025) — за особисту мужність, виявлену в захисті державного суверенітету та територіальної цілісності України, самовіддане служіння Українському народові[17]
- орден Богдана Хмельницького III ступеня (25 березня 2022) — за особисту мужність і самовіддані дії, виявлені у захисті державного суверенітету та територіальної цілісності України, вірність військовій присязі, зразкове виконання службового обов'язку[18]
- нагрудний знак «Козацький хрест» І, II, та III ступенів[19]
- орден Данила Галицького[20]
- медаль «За Військову Службу»
- медаль «Захиснику Вітчизни»
- знак МВС — медаль «Захиснику Маріуполя» (2015 р.)[джерело?]